# Råstojaure
Het Råstojaure, Noord-Samisch: Rostojávri, Noors: Rastajavri, is een meer in Zweden, in de provincie Norrbottens län. Het meer ligt in de gemeente Kiruna, is 18 km lang en 2 km breed en ligt ongeveer 678 meter boven zeeniveau. Er ligt in de directe omgeving van het meer een onbewoonde nederzetting verbonden met schuilhutten en overnachtingcabines voor mensen die door het gebied Råstfjällen trekken, op ski's of met een sneeuwscooter. Het water uit het Råstojaure stroomt naar de Råstorivier, naar de Tavvarivier en verder naar de Lainiorivier.
afwatering: meer Råstojaure → Råstorivier → Tavvarivier → Lainiorivier → Torne → Botnische Golf